# Gioielli della Corona irlandese

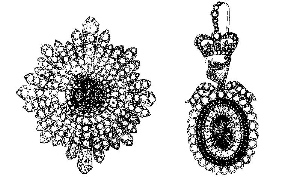
I gioielli della corona irlandese.

I Gioielli della corona d'Irlanda sono in gran parte formati dalle insegne dell'Ordine di San Patrizio, essi erano utilizzati dal sovrano inglese quando veniva posto a capo di questo ordine equivalente all'Ordine della Giarrettiera inglese o all'Ordine del Cardo scozzese. Il loro furto dal Castello di Dublino nel 1907 rimane ad oggi un caso irrisolto.

## Storia
Re Giorgio III del Regno Unito istituì l'Ordine di San Patrizio nel 1783. Tra le insegne di un cavaliere erano comprese una stella da petto ed una medaglia, anche le insegne usate dal re come cavaliere dell'ordine avevano la medesima forma ma erano composte di rubini, smeraldi e diamanti brasiliani.
Per ragioni di sicurezza, nel 1903, i gioielli vennero trasferiti in una nuova camera blindata nel Castello di Dublino, la porta di questo locale poteva essere aperta solo con sette chiavi diverse l'una dall'altra. Malgrado le precauzioni adottate la mattina del 6 luglio 1907 venne segnalata la scomparsa dei gioielli, quattro giorni prima della visita di stato del re Edoardo VII del Regno Unito e della regina Alessandra.
Arthur Vicars, preposto alla salvaguardia dei gioielli, rifiutò di dimettersi dal suo incarico proclamandosi innocente ed accusando invece il suo sottoposto, Francis Shackleton, del furto (fratello dell'esploratore Ernest Shackleton) che venne esonerato ed accusato. Il 14 aprile 1921 Arthur Vicars venne ucciso dall'IRA, fatto che non permise di fugare i dubbi circa la sua accusa ed aprì inoltre il dubbio se la sua uccisione sia stata un semplice incidente o la punizione definitiva per aver permesso in qualche modo il furto dei gioielli della corona irlandese.